# Leucoagaricus menieri
Leucoagaricus menieri är en svampart som först beskrevs av Pier Andrea Saccardo, och fick sitt nu gällande namn av Rolf Singer 1968. Leucoagaricus menieri ingår i släktet Leucoagaricus och familjen Agaricaceae.   Inga underarter finns listade i Catalogue of Life.